# Vomissement
Ne doit pas être confondu avec Régurgitation.
Le vomissement est le rejet brusque par la bouche d'une partie du contenu de l'estomac. C'est une action protectrice de l'organisme qui a pour but de protéger ce dernier contre l'ingestion de substances toxiques. Il se distingue de la régurgitation qui, elle, est passive et consiste en une simple remontée du contenu gastrique vers l'arrière-gorge ou la cavité buccale.
Le mécanisme du vomissement est essentiellement d'origine centrale : dans le tronc cérébral se trouve le centre du vomissement recevant des informations du cortex, de la pression des ventricules cérébraux, des viscères et d'une zone de chimiorécepteurs. Il envoie des efférences vers le tube digestif, plus particulièrement vers le duodénum.
Longtemps considéré par la médecine antique et médiévale comme un procédé thérapeutique apte à purger le corps des humeurs corrompues à l'origine des maladies, le vomissement volontaire est aujourd'hui conçu par la médecine moderne comme le symptôme de troubles de l'alimentation comme la boulimie. 

## Mécanisme
Le vomissement est un réflexe viscéral qui est intégré dans le bulbe rachidien, au niveau du centre émétique ou « centre du vomissement » de la formation réticulée. En premier lieu, le réflexe provoque une salivation et une sensation de nausée. Ensuite, un mouvement antipéristaltique provoque le reflux du contenu de l'intestin grêle proximal dans l'estomac. Lorsque le sujet est conscient, un réflexe ferme la glotte et bloque les voies aériennes supérieures empêchant que les vomissements soient aspirés dans la trachée. Les muscles de la paroi abdominale se contractent tandis que la cage thoracique est maintenue immobile et la pression intra-abdominale augmente. Enfin, le sphincter œsophagien inférieur (cardia) et l'œsophage entier se relâchent et le contenu gastrique est expulsé.

## Contenu
Tout ce qui a été ingéré dans les dernières heures est retrouvé, de l'acide gastrique (ce qui explique les irritations ressenties sur les muqueuses de l'œsophage et de la bouche), ainsi que de la bile, qui remonte du duodénum lors de contractions plus sévères.
La présence de sang (hématémèse) nécessite une évaluation par un médecin.

## Causes
Les vomissements peuvent avoir un grand nombre de causes, dont :
- syndrome vertigineux, migraines ;
- mal des transports ;
- malaise vagal isolé et bénin (par exemple dans le cadre d'un mal des transports) ; ou consécutifs à une autre pathologie (par exemple lors d'un infarctus du myocarde) ;
- méningites, tumeur cérébrale, autres pathologies neurologiques ;
- intoxication alimentaire ;
- maladies du tube digestif : ulcère de l'estomac, gastro-entérite, cholécystite... ;
- désordres métaboliques : hyperglycémie, crise d'urémie... ;
- troubles psychiques (dont anorexie mentale et boulimie) ;
- effets indésirables de certains médicaments ;
- séquelle post-opératoire (ou plus durable après une intervention chirurgicale sous anesthésie)[3],[4], qui nécessite prévention et prise en charge médicale[5] ;
- stimulation (volontaire ou non) de certaines parties de la gorge ;
- effet de l'absorption excessive d'alcool (avec un seuil variant selon les individus, pour des raisons génétiques ou d'habituation) ;
- effet de l'absorption d'un toxique ou d'une drogue non tolérée par l'organisme (tabac, cannabis[6]… chez certains consommateurs). Le cannabis est plutôt antiémétique mais son usage chronique « peut provoquer des vomissements paroxystique » pouvant évoluer vers un « syndrome des vomissements cycliques »[7],[8]. Le mécanisme de ces vomissements est incompris et ce problème est sous-estimé par les cliniciens[8] ; il cesse avec l'abstinence[8] ;
- prise d'émétiques (vomitifs) (ex. : émétine, apomorphine) ;
- effet d'une activité physique intense : quand les sportifs élites vont au-delà de leurs limites dans une compétition, il peut y avoir des problèmes de digestion. La plupart du temps, c’est l'intensité de l'effort, la chaleur et la déshydratation qui causent les vomissements des sportifs. Lors d’une longue épreuve, le flux sanguin est envoyé vers les muscles, car ce sont eux qui travaillent durant la compétition. Alors, le sang de l’estomac circule moins bien dans les vaisseaux et la capacité d’absorption des aliments est réduite. La vidange gastrique n’évacue plus les aliments, et une petite boule se crée dans l’estomac, qui sera régurgitée par la suite[4] ;
- effet d'une émotion très forte ;
- « syndrome du vomissement cyclique »[9], qui peut avoir des explications différentes chez l'enfant et l'adulte[10] et parfois masquer une maladie métabolique grave (troubles de l'oxydation des acides gras, avec hypoglycémie et acidose[11]. Ce peut être une réaction à une consommation chronique de cannabis[12] ;
- nausées de grossesse : en début de grossesse, les modifications hormonales causent des nausées et des vomissements pour une grande partie des femmes. Le corps va sécréter plusieurs hormones importantes pour l’évolution de la grossesse, dont l’hormone gonadotrophine chorionique (HCG). Un taux d’HCG élevé sert à garder le corps jaune actif pendant les trois premiers mois de la grossesse chez la femme. L’augmentation du taux d’HCG va sécréter d’autres hormones essentielles et ce sera la cause de plusieurs maux, dont les nausées et les vomissements. Environ au tiers de la grossesse, les nausées disparaissent tranquillement, en même temps que la diminution du taux d’HCG[5]. L’alimentation chez la femme pendant sa période de grossesse peut être une autre cause de ses nausées. La recommandation des spécialistes est de manger des aliments sécuritaires et qu’elle aime. Par exemple, les viandes, les poissons, les œufs et les produits laitiers crus sont moins sécuritaires, alors il est déconseillé d’en consommer. Pour rester hydratée de façon adéquate, la femme doit boire suffisamment d’eau[7] ;

- syndrome cannabinoïde ;
- syndrome d'irradiation aiguë : les vomissements sont observables en cas d'exposition à une forte dose de rayonnements ionisants.

L'association de plusieurs facteurs accentue la probabilité de survenue de nausées, vomissements…
Certaines personnes atteintes de boulimie ou d'anorexie mentale ou pour d'autres raisons peuvent se faire vomir volontairement à la suite d'une stimulation dans le fond de la gorge au niveau du fond de la langue.

## Diagnostic
C'est un symptôme très fréquent faisant l'objet d'une triple préoccupation : nature, abondance, fréquence. Les causes sont multiples.

## Démarche diagnostique
Dans la détermination et l'orientation diagnostique, il faut prendre en relief l'allure du rejet du contenu gastrique (vomissement en fusée sans effort, en jet...) et les phénomènes cliniques que sont :
- les antécédents ;
- les prises médicamenteuses ;
- les signes d'accompagnement fonctionnels : douleurs, troubles du transit, céphalées, vertiges, etc. ;
- l'examen physique : complet avec orientation sur l'examen de l'abdomen, l'examen neurologique, labyrinthique, cardiaque, existence d'une fièvre, état d'hydratation.

## Complications
Il faut éviter les complications qui peuvent être des troubles hydroélectrolytiques, complications mécaniques (ulcération, syndrome de Mallory-Weiss) et complications respiratoires (pneumopathie d'inhalation pouvant aller jusqu'à un tableau de détresse respiratoire : syndrome de Mendelson).

## Traitement

### Médicaments
Un médicament émétique provoque le vomissement lorsqu'il est administré par voie orale ou par injection et peut servir lorsqu'une substance (par exemple du poison) a été ingérée et doit être expulsée immédiatement avant d'être digérée.
Cependant, la prise d'un tel médicament n'est pas anodine, même lors d'un empoisonnement, car la remontée de certains produits peut provoquer de nouveaux dommages, à l'œsophage par exemple. Cette décision relève donc d'un médecin ou d'un centre antipoison.
Un antiémétique est un médicament qui agit contre les vomissements et nausées et est souvent utilisé pour vaincre la cinétose (« mal du mouvement ») et les effets secondaires indésirables découlant de certains analgésiques opioïdes et de la chimiothérapie contre le cancer :
- Phénothiazines : chlorpromazine (Largactil), métopimazine (Vogalène), thiéthylpérazine (Torécan) ;
- Benzamides substitués : métoclopramide (Primpéran), alizapride (Plitican), dompéridone (Motilium), halopéridol (Haldol). Il existe des risques de dyskinésies neuroleptiques précoces (trismus, torticolis spasmodiques, crises oculogyres...) sous métoclopramide chez les adultes jeunes ;
- Corticoïdes, essentiellement dans les vomissements induits par la chimiothérapie : dexaméthasone (Soludécadron) et méthylprednisolone (Solumédrol).
- Antagonistes 5HT3 de la sérotonine sont réservés aux vomissements induits par la chimiothérapie ou pour la prévention des nausées et vomissements post-opératoires : ondansétron (Zophren) et granisétron (Kytril) ;
- L'aprépitant (Emend), en association avec la dexaméthasone et l'ondansétron, est indiqué dans le traitement des nausées et vomissements aigus et retardés de la chimiothérapie anticancéreuse.

## Chez les animaux
Les chats vomissent afin de se purger, c'est-à-dire d'évacuer le trop-plein de poils avalés pendant leur toilette. Il existe dans le commerce de « l'herbe à chat » dont le but est de faciliter le vomissement.
Les lapins, les souris, les cochons d'Inde et les rats, les chevaux ne peuvent pas vomir car leur sphincter œsophagien, le cardia, ne laisse pas repasser la nourriture de l'estomac vers la mâchoire,.
La plus ancienne trace de vomi date de 66 millions d'années avant notre ère.